# Willem Coertzen
Willem Coertzen (né le 30 décembre 1982 à Nigel, Gauteng) est un athlète sud-africain, spécialiste du décathlon. Il appartient à la province Athletics Central North West (ACNW) de la fédération sud-africaine. Lors du meeting de Götzis de 2015, il porte le record africain à 8 398 points.

## Carrière
Gêné par une blessure à la cheville tout le long de la saison estivale 2016, Coertzen participe tout de même aux Championnats d'Afrique mais abandonne avant la dernière épreuve, malgré un total qui lui aurait assuré la médaille de bronze.
Il met un terme à sa carrière en septembre 2017, après avoir annoncé quelques mois plus tôt la fin de sa saison et de sa potentielle carrière.

## Palmarès
| Date | Compétition                | Lieu           | Résultat | Épreuve   | Points |
| ---- | -------------------------- | -------------- | -------- | --------- | ------ |
| 2008 | Championnats d'Afrique     | Addis-Abeba    | 3e       | Perche    | 4,00 m |
| 2008 | Championnats d'Afrique     | Addis-Abeba    | 2e       | Décathlon | 7 374  |
| 2009 | Multistars                 | Florence       | 3e       | Décathlon | 7 907  |
| 2009 | Championnats du monde      | Berlin         | 14e      | Décathlon | 8 146  |
| 2011 | TNT - Fortuna Meeting      | Kladno         | 3e       | Décathlon | 8 094  |
| 2011 | Championnats du monde      | Daegu          | —        | Décathlon | DNF    |
| 2012 | Jeux olympiques            | Londres        | 9e       | Décathlon | 8 173  |
| 2013 | Championnats du monde      | Moscou         | 9e       | Décathlon | 8 343  |
| 2013 | Décastar                   | Talence        | 2e       | Décathlon | 8 118  |
| 2015 | Hypo-Meeting               | Götzis         | 3e       | Décathlon | 8 398  |
| 2015 | Mehrkampf-Meeting Ratingen | Ratingen       | 2e       | Décathlon | 8 341  |
| 2015 | Championnats du monde      | Pékin          | —        | Décathlon | DNF    |
| 2015 | Décastar                   | Talence        | 1er      | Décathlon | 8 187  |
| 2016 | Championnats d'Afrique     | Durban         | —        | Décathlon | DNF    |
| 2016 | Jeux olympiques            | Rio de Janeiro | —        | Décathlon | DNF    |
| 2017 | TNT Express Meeting        | Kladno         | 2e       | Décathlon | 7 804  |

## Records
| Épreuve     | Performance    | Lieu     | Date              |
| ----------- | -------------- | -------- | ----------------- |
| 100 m       | 10 s 88        | Glasgow  | 27 juillet 2014   |
| Longueur    | 7,58 m         | Götzis   | 30 mai 2009       |
| Poids       | 14,50 m        | Ratingen | 27 juin 2015      |
| Hauteur     | 2,08 m         | Talence  | 14 septembre 2013 |
| 400 m       | 48 s 32        | Moscou   | 10 août 2013      |
| 110 m haies | 14 s 06        | Ratingen | 28 juin 2015      |
| Disque      | 44,84 m        | Götzis   | 31 mai 2015       |
| Perche      | 4,65 m         | Talence  | 20 septembre 2015 |
| Javelot     | 69,40 m        | Pretoria | 12 avril 2014     |
| 1 500 m     | 4 min 22 s 22  | Götzis   | 31 mai 2015       |
| Décathlon   | 8 398 pts (NR) | Götzis   | 31 mai 2015       |